# Вольфсбург

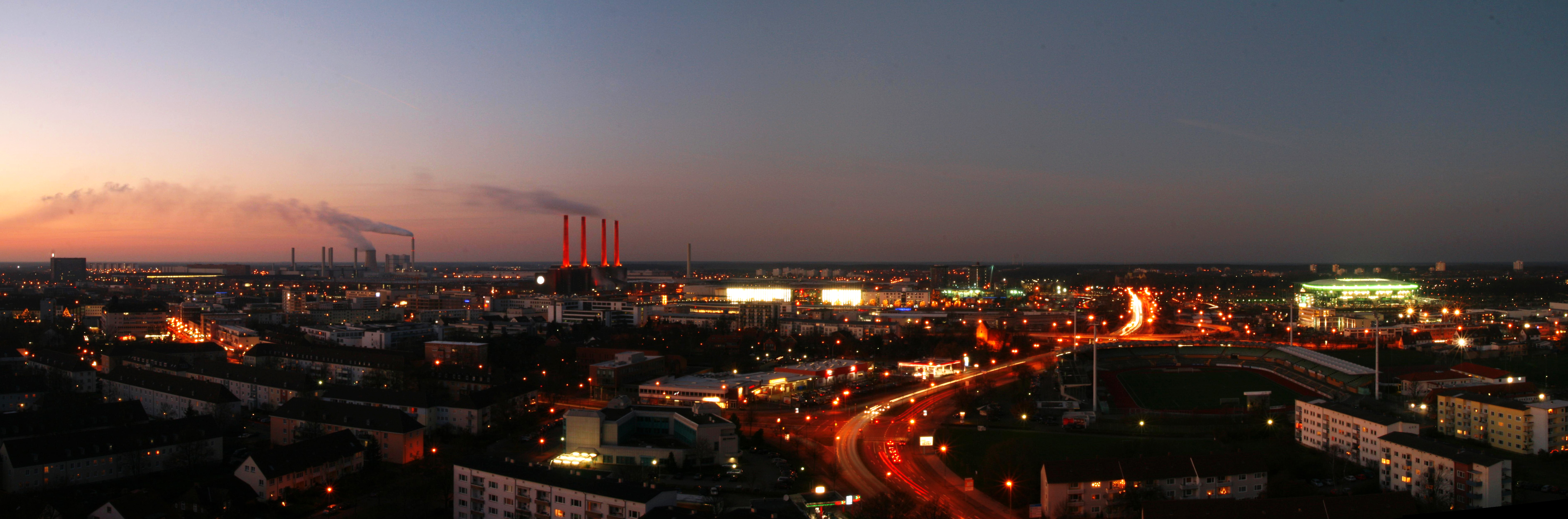
Панорама Вольфсбурга

Вольфсбург (нім. Wolfsburg Німецька: [ˈvɔlfsbʊʁk] ( прослухати)) — місто в ФРН (федеральна земля Нижня Саксонія). Індустріальний центр машинобудування — в місті знаходяться штаб-квартира та основні заводи концерну Фольксваген.

## Демографія
Населення: 123 949 мешканців (на 31 грудня 2021).

## Історія
Місто засновано 1 липня 1938 року за планами індустріалізації Німеччини тодішнім націонал-соціалістичним урядом на чолі з Гітлером — на місці двох селищ (Ротенгоф-Ротенфельде та Гесслінген), загальне населення котрих тоді становило всього 857 осіб. Один з кварталів старих селищ мав назву «Вольфсбург» («вовчий замок», «вовча гора»). Нове місто отримало назву «Stadt des KdF-Wagens» («Місто „автомобіля KdF“» — як поперше звався проєкт Фольксвагену). Нове місто планувалось, як центр автомобілебудування і як одне із складових загального проєкту під абревіатурою KdF (нім. Kraft durch Freude — «Сила через радість»).
1945 після закінчення Другої світової війни організацію та програму 'KdF' було скасовано, та згідно з повоєнною програмою денацифікації місто було переіменовано на Вольфсбург.
1972 місто отримало адміністративний статус земельного підпорядкування.

## Економіка та промисловість
В місті розташовані основні заводи концерну Volkswagen AG та власне правління (штаб-квартира) концерну.

## Видовища
З 2000 року тут відкрито глядацький атракціон «Autostadt».